# Stefany Hernández
Stefany Hernández (Ciudad Guayana, Caroní, Estado Bolívar, Venezuela; 15 de junio de 1991) es una ciclista venezolana que compite en la modalidad BMX.Obtuvo la medalla de bronce en BMX en los Juegos Olímpicos de Río de Janeiro 2016

## Carrera
En los Juegos Bolivarianos de Sucre 2009, había logrado la impensable hazaña de superar a la colombiana Mariana Pajón en la categoría de Rin 20, la modalidad no olímpica del BMX.
En los Juegos Olímpicos de Londres 2012 terminó novena en la prueba de BMX, al quedar igualada en el cuarto lugar con la francesa Magalie Pottier. Logró acumular 15 puntos en las tres carreras de la semifinal.
En 2015, en Zolder, se consagró campeona mundial en la carrera de BMX, Hernández se confirmarse como campeona del planeta. Un par de semanas antes, las dos se habían visto afectadas en los Panamericanos de Toronto por una caída provocada por atleta estadounidense Alise Post.
En los Juegos Olímpicos de Río de Janeiro 2016 obtuvo la medalla de bronce en BMX con un cronómetro de 34.755. La medalla de oro fue obtenida por Mariana Pajón, de Colombia, con 34.093 y la plata para Alise Post, de Estados Unidos, con 34.435.